# Дружество на военните писатели и публицисти в България
Дружеството на военните писатели и публицисти в България е учредено на 16 септември 1942 г. в София.

## История
Дружеството на военните писатели и публицисти в България е създадено с цел насърчаване развитието на военната мисъл и литература в България и обединява всички автори на научни военни трудове, трудове за военната история на българския народ и художествени произведения с военна тематика. Дружеството има военнонаучен и военнохудожествен отдел. Ръководи се от Управителен съвет, чийто по-активни учредители са о. з. генерал-майор Михаил Йовов, о. з. генерал-майор Рашко Атанасов, о. з. генерал-майор Йордан Венедиков и професор Емануил Попдимитров. Дружеството чества бележити дати от българската военна история, провежда конкурси за най-добро литературно-художествено или научно произведение с военен сюжет.
След 9 септември 1944 г. Дружество на военните писатели и публицисти в България продължава своята дейност, като в него членуват генерал-полковник Иван Кинов, генерал-полковник Иван Бъчваров, генерал-майор Владимир Кецкаров, полковник Емил Манов, полковник Иван Аржентински, полковник Хараламби Данаилов, Иван Ненов и др.
През 1949 г. дружеството се саморазпуска.

## Председатели
Званията са към датата на заемане на длъжността.
| №  | звание              | име               | дати                  | забележки            |
| -- | ------------------- | ----------------- | --------------------- | -------------------- |
| 1. | о. з. Генерал-майор | Михаил Йовов      | от 16 септември 1942  | председател          |
|    | о. з. Полковник     | Димитър Азманов   | към 20 април 1943     | временен председател |
|    | Полковник           | Петър Дървингов   | неизв.                | почетен председател  |
|    | Генерал-майор       | Владимир Кецкаров | след 9 септември 1944 |                      |

## Препоръчителна литература
- Георгиев, Лъчезар. Книгоиздаване и книжнина по документални източници от Държавния военноисторически архив.   Велико Търново, Фабер, 2011. ISBN 9789544004798.